# Platen-Gymnasium Ansbach
Das Platen-Gymnasium ist ein staatliches Gymnasium mit naturwissenschaftlich-technologischem und sprachlichem Zweig in der mittelfränkischen Bezirkshauptstadt Ansbach.

## Geschichte

### Gründung einer Bürgerschule
Die Anfänge des Platen-Gymnasiums reichen bis in das Jahr 1808 zurück, als in Ansbach eine zweiklassige Realschule aufgebaut wurde, die man in einem einzigen Raum des Gymnasiums Carolinum unterbrachte. Nach einem königlichen Reskript von 1816 wurde die Realschule, wegen geringer Schülerzahlen in ihrer Existenz bedroht, in eine höhere Bürgerschule umgewandelt. Der Lehrplan sah den Unterricht in Fächern wie Mathematik, Naturlehre/Physik, Zeichnen/Schreiben, Französisch und Latein vor. Bekannteste Schüler dieser Bürgerschule waren der Kinderliederdichter Friedrich Güll und der Komponist Johannes Dürrner.

### Gewerbeschule

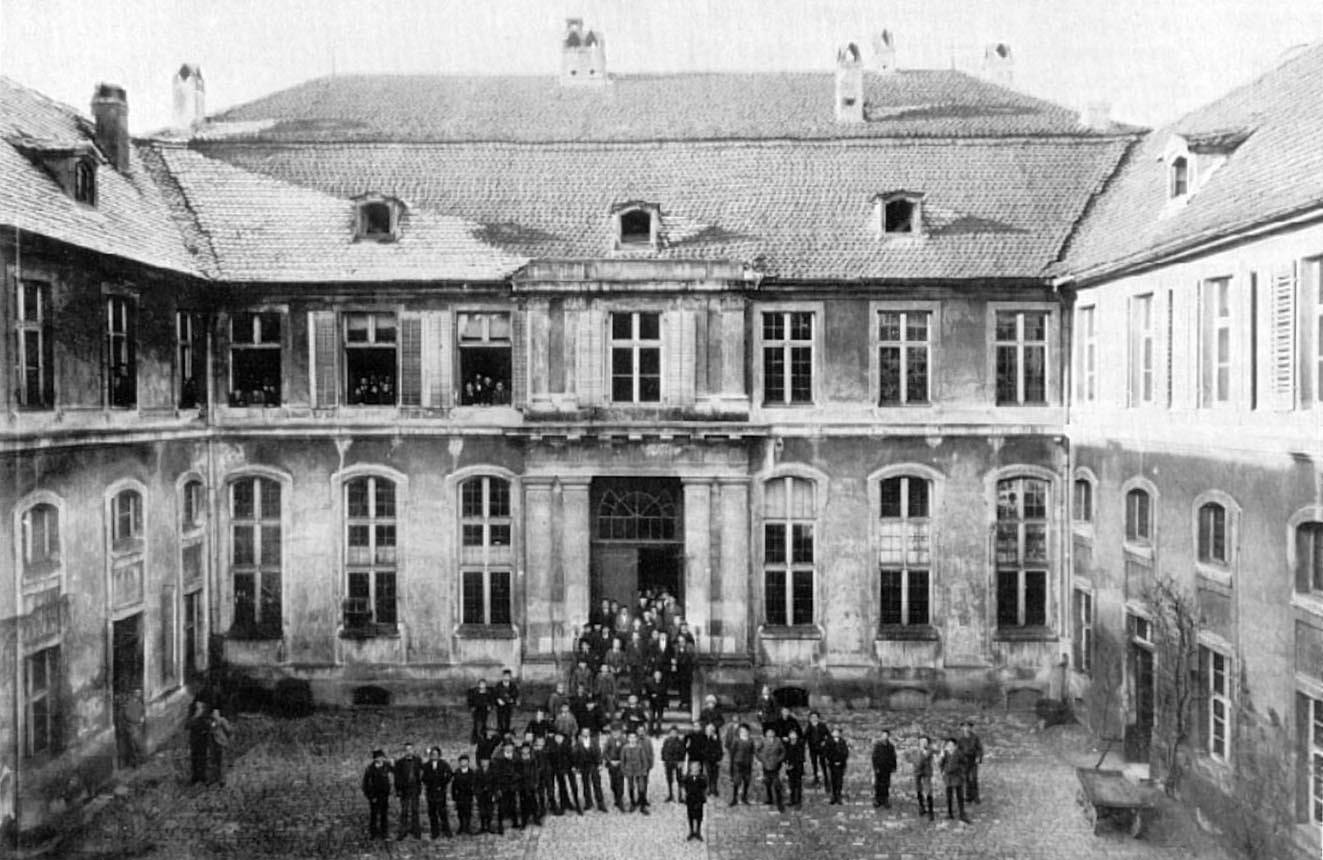
Sicht auf den Schulhof vor dem Zocha-Schlößchen (um 1900)

Die Umwandlung in eine zweistufige Landwirtschafts- und Gewerbeschule 1833 geschah angesichts der beginnenden Industrialisierung. Die Gewerbeschule, die den Schwerpunkt der Ausbildung vielmehr auf die Praxis als auf theoretische Gebiete setzte, bezog neue Unterrichtsräume in der heutigen Platenstraße 18, wo anfangs 55 Schüler von drei Lehrern unterrichtet wurden. 1849 sollte die Gewerbeschule zu einer dreiklassigen Einrichtung aufgestockt werden. Wegen des erhöhten Platzbedarfs machte man sich auf die Suche nach einem neuen Schulgebäude. Die Wahl fiel auf das im 18. Jahrhundert entstandene Zocha-Schlößchen, das die Stadt für rund 18.000 Gulden erwarb. Nach Umbaumaßnahmen für den Schulbetrieb folgte 1851 der Umzug in das Stadtschloss am heutigen Bahnhofsplatz, an dem das Platen-Gymnasium bis heute seinen Standort hat.

### Entstehung der Oberrealschule

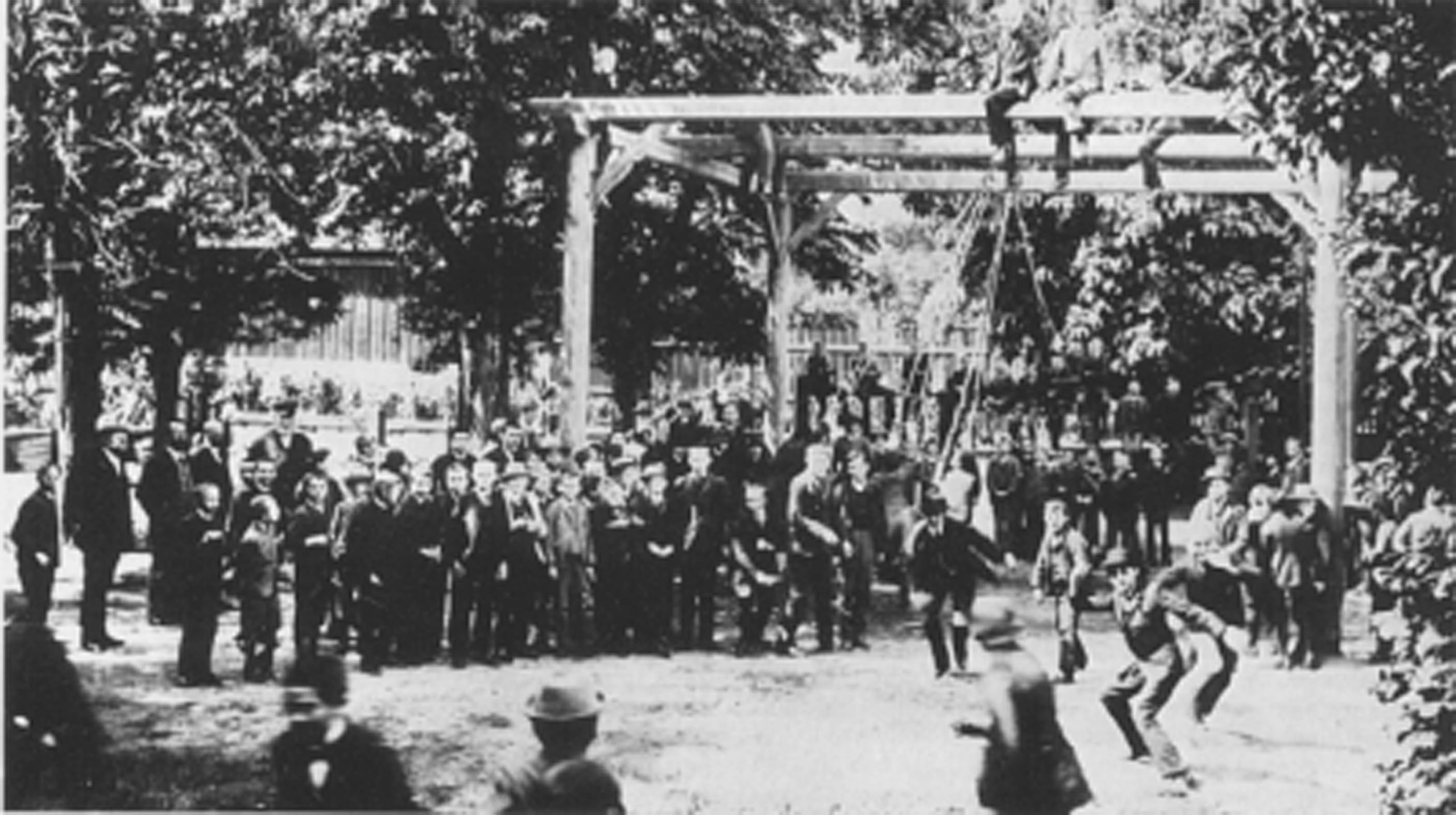
Turnstunde der Realschule im Schulgarten hinter dem Zocha-Schlößchen im Jahr 1878

1877 entstand aus der dreiklassigen Gewerbeschule eine sechsstufige Realschule. Dieses Jahr gilt heute als das offizielle Gründungsjahr des Platen-Gymnasiums.
Zwischen 1926 und 1929 wurde die Schule um drei weitere Jahrgangsstufen ergänzt und mit Beginn des Schuljahres 1927/28 zur Oberrealschule Ansbach (ORA) erhoben, die nach neunjähriger Ausbildung bis zum Abitur führte. Im Jahr 1929 legte der erste Jahrgang der Oberrealschule seine Abiturprüfung ab. Im selben Jahr wurde ein zusätzliches Gebäude nach nur einjähriger Bauzeit eingeweiht, um die neuen Jahrgangsklassen der Oberrealschule unterzubringen.

### Bombardierung und Nachkriegszeit

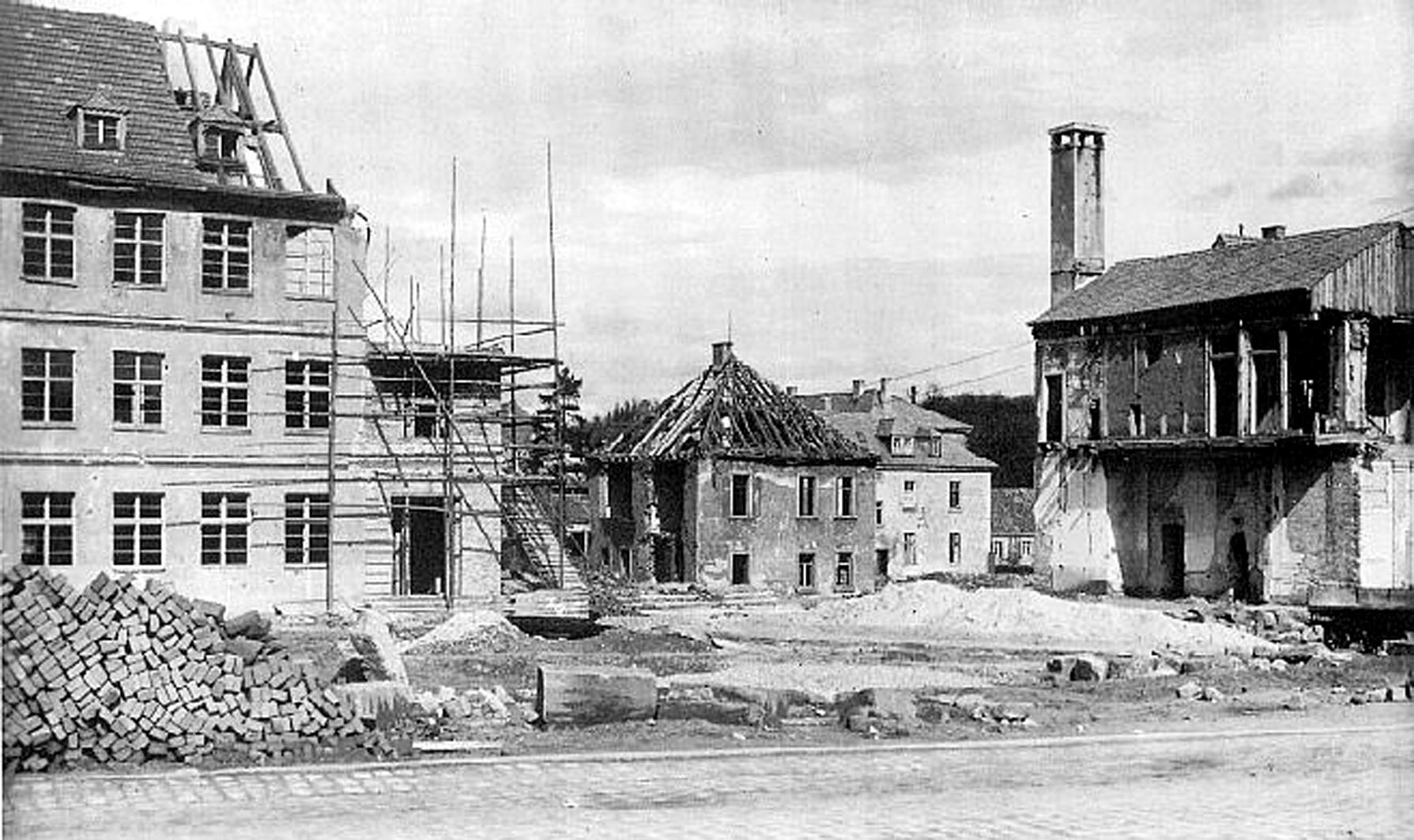
Blick auf den stark beschädigten, heutigen A-Bau (links) und das zerstörte Zocha-Schlößchen nach dem Bombenangriff 1945

Im Zuge der Operation Clarion wurden am 23. Februar 1945 bei einem Luftangriff der United States Army Air Forces auf den benachbarten Ansbacher Bahnhof auch große Teile der Schule zerstört. Schüler und Lehrer kamen dabei aber nicht ums Leben, da man den Unterricht, nach einem fehlgeschlagenen Angriff am Vortag, vorsichtshalber ausfallen ließ.
Nur etwa zwei Drittel des Neubaus (heutiger A-Bau) und das südöstliche Eck des Zocha-Schlößchens konnten bis Ende der 1940er Jahre wieder errichtet werden. Bis nach notdürftigen Wiederaufbaumaßnahmen wieder ein halbwegs normaler Schulbetrieb möglich war, wurden die Schüler vorübergehend auf das Gymnasium Carolinum und die damalige Theresien-Oberrealschule verteilt.
Nach einer Phase des Um- und Wiederaufbaus und der Errichtung heute nicht mehr existierender Anbauten wurde 1959 das erste bis heute bestehende Nachkriegsgebäude, der heutige B-Bau, in Betrieb genommen.

### Von der Umbenennung bis heute
Im Jahr 1965 sollte die Oberrealschule einen neuen Namen erhalten. Bei der Auswahl eines möglichen Namensgebers für die Schule war man sich zunächst allerdings sehr uneins. Als denkbar galten Hardenberg, Ritter von Lang, Anselm von Feuerbach und August von Platen. Auf Bestreben des damaligen Schulleiters Fritz Rosenbauer wurde die Schule schließlich nach dem in Ansbach geborenen Dichter August Graf von Platen benannt. Da aufgrund des Hamburger Abkommens inzwischen alle zur Allgemeinen Hochschulreife führenden Schulen Bayerns „Gymnasium“ heißen mussten, wurde aus der Oberrealschule Ansbach das Platen-Gymnasium. Ende der 1960er Jahre wurde das Gymnasium, bis dahin eine reine Knabenschule, auch Mädchen zugänglich.

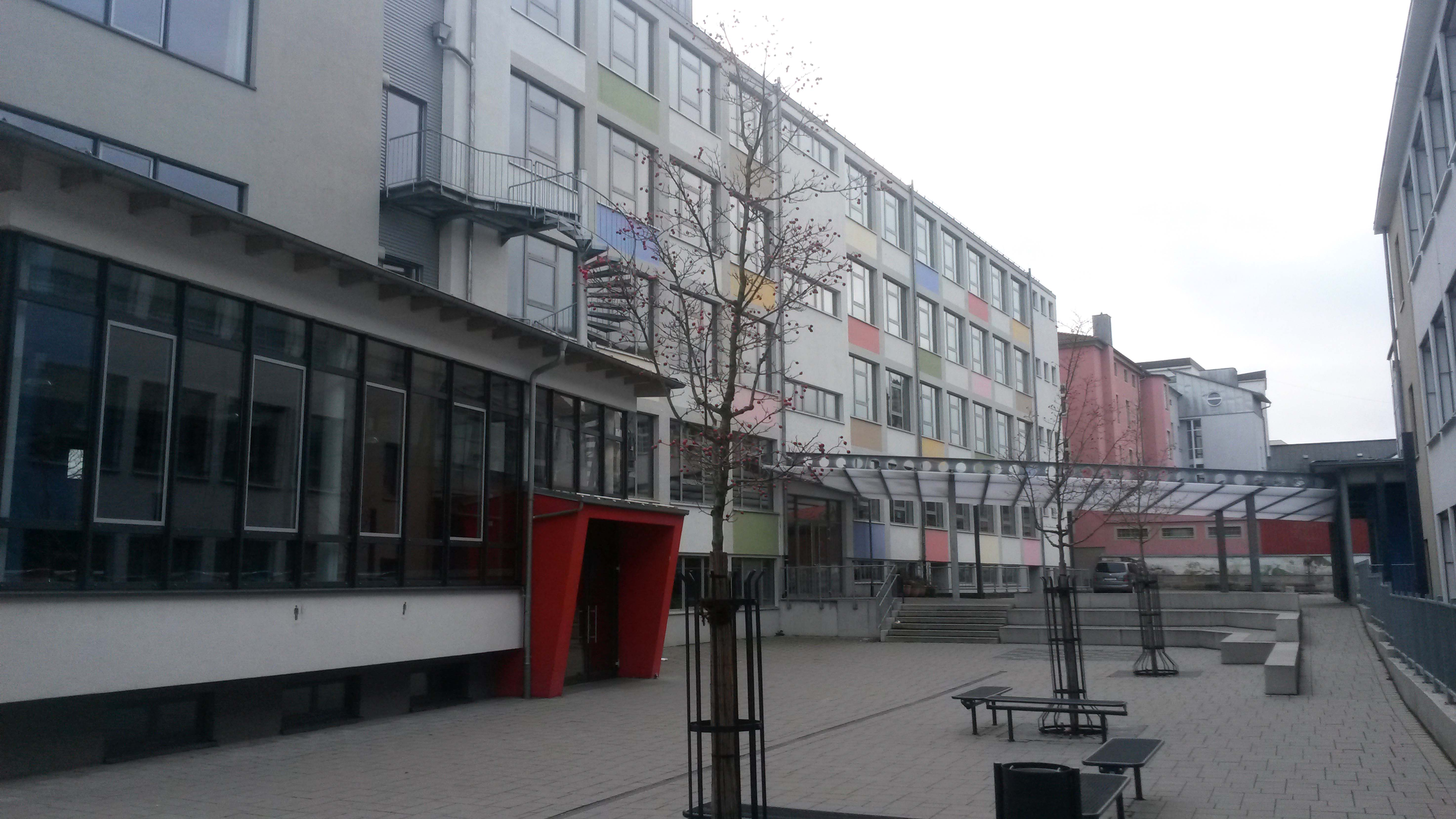
Schulhof des Platen-Gymnasiums mit Blick auf die Mensa (links) und den C-Bau.

in den Folgejahren waren wegen steigender Schülerzahlen mehrere An- und Umbauten erforderlich. So entstanden zusätzlich zum alten Schulhaus (A- und B-Bau) chronologisch der C-Bau, der D-Bau, die Pausenhalle und die Mensa.
Heute besteht die Schule aus sechs Gebäuden mit über 30 Klassenzimmern und Kursräumen, 16 Fachräumen, Multimedia-Raum, Fotolabor, Mikroskopierraum, einer der größten zentralen Schulbüchereien Bayerns, einer Doppelturnhalle und einer Außensportanlage im benachbarten Hofgarten.
Mit Elisabeth Fuchshuber-Weiß übernahm im Jahr 1999 die erste Frau die Schulleitung des Platen-Gymnasiums.
Seit 2009 ist das Platen-Gymnasium Seminarschule für die Fächer Chemie, Deutsch, Englisch, Geschichte und Geographie. Es ist damit das einzige Gymnasium in Westmittelfranken mit Seminarbetrieb. Zum Schuljahr 2015/16 wurde zudem erstmals das Angebot einer offenen Ganztagsschule eingerichtet.

## Zweige und Wahlmöglichkeiten

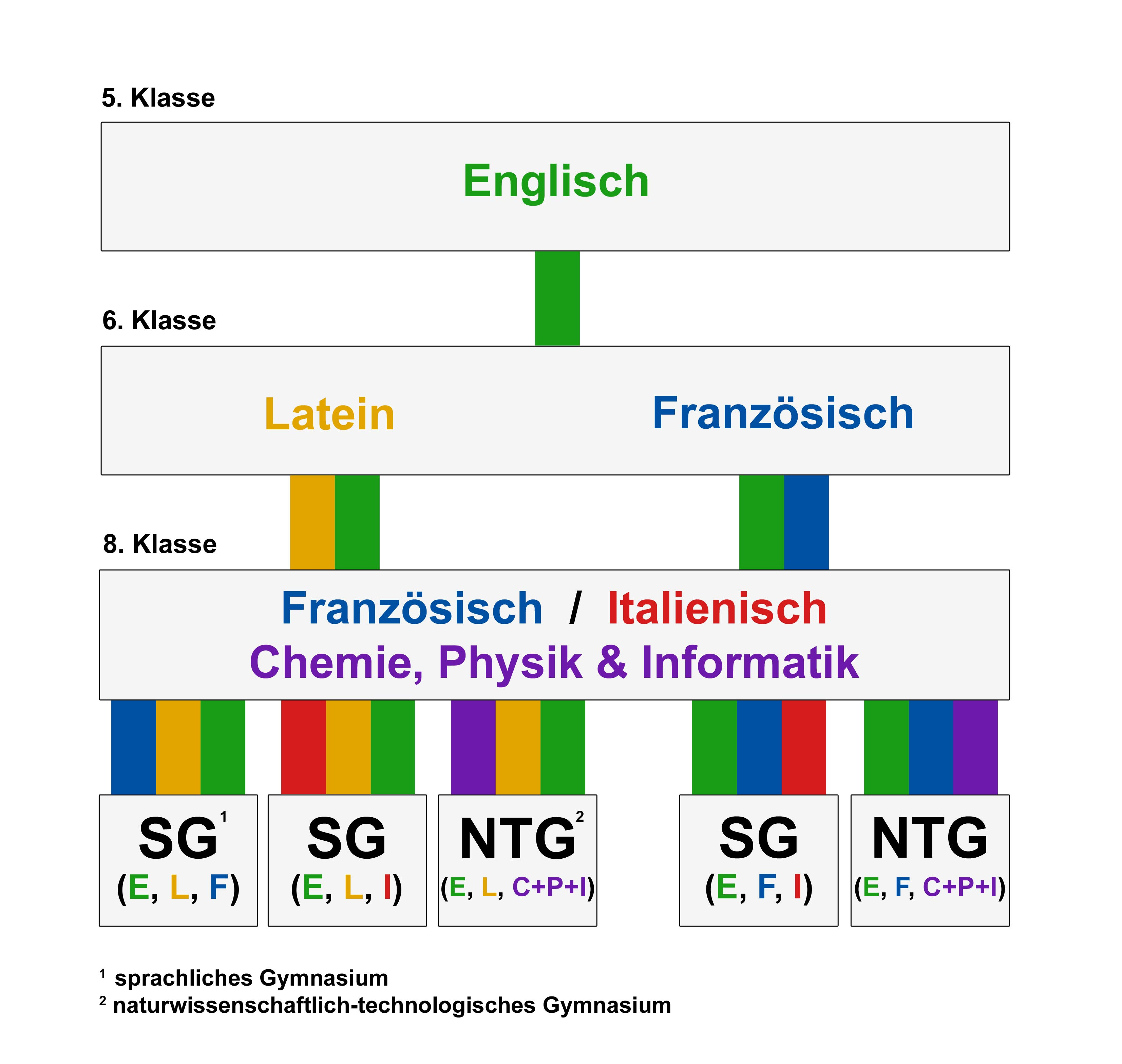
Zweige des Platen-Gymnasiums

Als erste Fremdsprache wird ab der fünften Jahrgangsstufe Englisch unterrichtet. In der sechsten Klasse haben die Schüler die Wahlmöglichkeit zwischen Latein und Französisch als zweite Fremdsprache.
Entscheidet man sich für Französisch als zweite Fremdsprache, so hat man in der achten Jahrgangsstufe die Wahl zwischen dem sprachlichen Zweig mit Italienisch als dritter Fremdsprache und dem naturwissenschaftlich-technologischen Zweig mit Schwerpunkt auf den Fächern Chemie, Physik und Informatik. Im sprachlichen Zweig beanspruchen Chemie, Physik und Informatik hingegen einen entsprechend geringeren Teil der wöchentlichen Unterrichtszeit.
Wählt man in der sechsten Klasse Latein als zweite Fremdsprache, besteht mit Beginn der achten Jahrgangsstufe ebenfalls die Wahlmöglichkeit zwischen dem naturwissenschaftlich-technologischen und dem sprachlichen Zweig, wobei in diesem Fall Französisch oder Italienisch als dritte Fremdsprache gewählt werden kann.
Darüber hinaus werden eine Reihe von Wahlfächern und Arbeitsgemeinschaften angeboten: unter anderem Schulspiel/Theater, Schach, Schülerzeitung („PlaBla“), Robotik, Instrumentalunterricht und einige Sportarten wie Fußball oder Tischtennis. Daneben gibt es einen Unter-/Oberstufenchor, ein Orchester und die „Platen-Band“.

## Aktivitäten und Schüleraustausch
Neben den üblichen Exkursionen und Seminarfahrten findet für die siebte und achte Jahrgangsstufe jährlich je eine Wintersportwoche im österreichischen Wagrain statt.
Außerdem unterhält das Platen-Gymnasium regelmäßige Schüleraustauschprogramme mit folgenden Partnerschulen:
- Christ’s Hospital bei London, England
- Notre Dame des Minimes in Lyon, Frankreich
- Istituto Tecnico Statale „Carducci-Galilei“ in Fermo, Italien
- Senior Middle School in Jingjiang, China

## Bekannte Schülerinnen und Schüler
- Jakob Haringer (1898–1948), Schriftsteller
- Alf Depser (1899–1990), Chemiker, Maler, Zeichner, Holzschneider und Grafiker
- Hans König (1910–2002), Physiker, Hochschullehrer
- Eberhard Hackensellner (1922–2020), Soldat, Generalmajor der Bundeswehr
- Wilhelm Vorndran (1924–2012), CSU-Politiker, Präsident des Bayerischen Landtags
- Reinhold Zippelius (* 1928), Rechtswissenschaftler, Hochschullehrer
- Rudolf Grimme (1929–2004), Ingenieur, Hochschullehrer
- Hans Roser (1931–2005), Theologe, CSU-Politiker
- Gerhard Deutschmann (* 1933), Komponist
- Konrad Porzner (1935–2021), SPD-Politiker, Präsident des Bundesnachrichtendienstes
- Erwin Porzner (* 1936), zweimaliger Weltmeister im Feldhandball
- Carl-Dieter Spranger (* 1939), CSU-Politiker, Bundesminister a. D.
- Richard von Schirach (1942–2023), Schriftsteller
- Wilfried Böse (1949–1976), Terrorist, Mitbegründer der Revolutionären Zellen
- Rolf Griebel (* 1949), Bibliothekar, ehemaliger Generaldirektor der Bayerischen Staatsbibliothek
- Evert Fraterman (* 1950), Musiker, Mitglied der ehemaligen Jazzrock-Band Mild Maniac Orchestra
- Bernd Kladny (* 1960), Orthopäde, Unfallchirurg
- Karl-Theodor Sturm (* 1960), Mathematiker, Hochschullehrer
- Gisela Bornowski (* 1961), Theologin, Regionalbischöfin des Kirchenkreises Ansbach-Würzburg
- Volkmar Welker (* 1964), Mathematiker, Hochschullehrer
- Ulla Gläßer (* 1970), Juristin, Hochschullehrerin
- Jörg Jaksche (* 1976), ehemaliger Radrennfahrer
- Andreas Schalk (* 1984), CSU-Politiker, Landtagsabgeordneter
- Ansgar Zerfaß (* 1965), Wirtschafts- und Kommunikationswissenschaftler, Hochschullehrer